# Cantón de Étréchy
El cantón de Étréchy era una división administrativa francesa, que estaba situada en el departamento de Essonne y la región de Isla de Francia.

## Composición
El cantón estaba formado por doce comunas:
- Auvers-Saint-Georges
- Bouray-sur-Juine
- Chamarande
- Chauffour-lès-Étréchy
- Étréchy
- Janville-sur-Juine
- Lardy
- Mauchamps
- Souzy-la-Briche
- Torfou
- Villeconin
- Villeneuve-sur-Auvers

## Supresión del cantón de Étréchy
En aplicación del Decreto nº 2014-230 de 24 de febrero de 2014, el cantón de Étréchy fue suprimido el 22 de marzo de 2015 y sus 12 comunas pasaron a formar parte; seis del nuevo cantón de Dourdan, cuatro del nuevo cantón de Arpajon y dos del nuevo cantón de Étampes.